# جيم ديكنسون
جيم ديكنسون (بالإنجليزية: Jim Dickinson)‏ هو مغني وملحن وعازف بيانو ومنتج أسطوانات أمريكي، ولد في 15 نوفمبر 1941 في ليتل روك في الولايات المتحدة، وتوفي في 15 أغسطس 2009 في ممفيس في الولايات المتحدة.

## وصلات خارجية
- جيم ديكنسون على موقع IMDb (الإنجليزية)
- جيم ديكنسون على موقع ميوزك برينز (الإنجليزية)
- جيم ديكنسون على موقع ميوزك برينز (الإنجليزية)
- جيم ديكنسون على موقع أول ميوزيك (الإنجليزية)
- جيم ديكنسون على موقع ديسكوغز (الإنجليزية)